# Madisonville (Tennessee)
Pour les articles homonymes, voir Madisonville.
La ville de Madisonville est le siège du comté de Monroe, dans l’État du Tennessee, aux États-Unis. Sa population, qui s’élevait à 4 577 habitants lors du recensement de 2010, est estimée à 5 002 habitants en 2019.

## Source
- (en) Cet article est partiellement ou en totalité issu de l’article de Wikipédia en anglais intitulé « Madisonville, Tennessee » (voir la liste des auteurs).

1. ↑  (en) « Population and Housing Unit Estimates », Bureau du recensement des États-Unis, 24 mai 2020 (consulté le 27 mai 2020)
2. ↑  (en) « Census of Population and Housing: Decennial Censuses », Bureau du recensement des États-Unis (consulté le 4 mars 2012)
3. ↑  (en) « Incorporated Places and Minor Civil Divisions Datasets: Subcounty Resident Population Estimates: April 1, 2010 to July 1, 2012 » [archive du 11 juin 2013], sur Population Estimates, U.S. Census Bureau (consulté le 11 décembre 2013)